# Shinsuke MORIMOTO
森本 晋介（もりもと しんすけ）は、日本の数学講師、ギタリスト。
元代ゼミ数学科講師（2004-2014）。

## 概要
広島大学附属東雲中学校卒業、広島県立広島国泰寺高校卒業、広島大学理学部数学科卒業、広島大学大学院理学研究科博士課程前期数学専攻修了。在学中よりHR/HMスタイルを基本とした音楽活動を開始する。
2011年公開の映画「BADBOYS」（原作：田中宏、監督：窪田崇、主演：三浦貴大）にて、メインテーマなどの劇中音楽を製作し、ポニーキャニオンよりBADBOYS サウンドトラック REDが配信限定でリリースされる。
| スタブアイコン | サブスタブ | この項目は、まだ閲覧者の調べものの参照としては役立たない、人物に関連した書きかけの項目です。この項目を加筆・訂正などしてくださる協力者を求めています（P:人物伝/PJ:人物伝）。 |